# Southern Melbourne Saints
 (février 2024).
Si vous disposez d'ouvrages ou d'articles de référence ou si vous connaissez des sites web de qualité traitant du thème abordé ici, merci de compléter l'article en donnant les références utiles à sa vérifiabilité et en les liant à la section « Notes et références ».
Les Southern Melbourne Saints sont un ancien club australien de basket-ball basé dans la ville de Melbourne. Le club évoluait en National Basketball League, le plus haut niveau du pays. Il a fusionné en 1991 avec un autre club de la ville, les Eastside Spectres, donnant naissance aux South East Melbourne Magic.

## Noms successifs
- 1979-1986 : St Kilda Saints
- 1987-1990 : Westside Melbourne Saints
- 1991 : Southern Melbourne Saints

## Palmarès
- Vainqueur de la National Basketball League : 1979, 1980